# Olympische Sommerspiele 1936/Kanu – Zweier-Kajak 10.000 m (Faltboot)
Der Wettkampf mit dem Faltboot Zweier-Kajak über 10.000 Meter bei den Olympischen Sommerspielen 1936 wurde am 7. August auf der Regattastrecke Berlin-Grünau ausgetragen.
Der Wettkampf bestand aus einem Rennen. Zu Beginn des Rennens bildeten die Boote aus Österreich und den Niederlanden sowie das deutsche Boot die Führungsgruppe. Nach der Hälfte der Strecke schlossen die Schweden Sven Johansson und Erik Bladström zu dieser auf. Im weiteren Rennverlauf konnten die beiden Schweden sich zusammen mit dem deutschen Boot von den anderen beiden Booten absetzen. Einen Kilometer vor dem Ziel waren die beiden Deutschen Willi Horn und Erich Hanisch mit dem schwedischen Boot gleichauf und lieferten sich ein spannendes Finale bis zur Ziellinie, wo sie sich mit nur drei Zehnteln den Schweden geschlagen geben mussten.

## Ergebnisse
| Rang | Athleten                          | Nation             | Zeit        |
| ---- | --------------------------------- | ------------------ | ----------- |
| 1    | Sven Johansson Erik Bladström     | Schweden           | 45:48,9 min |
| 2    | Willi Horn Erich Hanisch          | Deutsches Reich    | 45:49,2 min |
| 3    | Cornelis Wijdekop Pieter Wijdekop | Niederlande        | 46:12,4 min |
| 4    | Adolf Kainz Alfons Dorfner        | Österreich         | 46:26,1 min |
| 5    | Otakar Kouba Ludvík Klíma         | Tschechoslowakei   | 47:46,2 min |
| 6    | Eugen Knoblauch Emil Bottlang     | Schweiz            | 47:54,4 min |
| 7    | John Lysak James O’Rourke         | Vereinigte Staaten | 49:46,0 min |
| 8    | Armand Pagnoulle Charles Pasquier | Belgien            | 49:57,1 min |
| 9    | Alex Brearley John Dudderidge     | Großbritannien     | 50:12,0 min |
| 10   | Stanley Potter Frank Willis       | Kanada             | 50:31,9 min |
| 11   | Metod Gabršček Bojan Savnik       | Jugoslawien        | 50:36,4 min |
| 12   | István Kolnai Tibor Poór          | Ungarn             | 50:46,4 min |
| 13   | André Zimmer Jean Strauss         | Luxemburg          | 50:47,1 min |

## Weblink
- Ergebnisse